# Trophée de France 2021
Navigation
Édition précédente Édition suivante
Le Trophée de France est une compétition internationale de patinage artistique qui se déroule en France au cours de l'automne. Il accueille des patineurs amateurs de niveau senior dans quatre catégories : simple messieurs , simple dames , couple artistique et danse sur glace. En 2021 il s'appelle également Internationaux de France.
Le trente-quatrième Trophée de France est organisé du 19 au 21 novembre 2021 à la patinoire Polesud de Grenoble. Il est la cinquième compétition du Grand Prix ISU senior de la saison 2021/2022.
L'édition précédente, prévue du 13 au 15 novembre 2020, a été annulée pour la première fois depuis sa création en 1987, en raison de la pandémie de Covid-19.

## Résultats

### Messieurs
| Rang | Nom                 | Pays       | Points | Programme court | Programme court | Programme libre | Programme libre |
| ---- | ------------------- | ---------- | ------ | --------------- | --------------- | --------------- | --------------- |
| 1    | Yuma Kagiyama       | Japon      | 286.41 | 1               | 100.64          | 1               | 185.77          |
| 2    | Shun Sato           | Japon      | 264.99 | 4               | 87.82           | 3               | 177.17          |
| 3    | Jason Brown         | États-Unis | 264.20 | 3               | 89.39           | 4               | 174.81          |
| 4    | Deniss Vasiļjevs    | Lettonie   | 254.48 | 2               | 89.76           | 7               | 164.72          |
| 5    | Dmitri Aliev        | Russie     | 253.56 | 5               | 85.05           | 5               | 168.51          |
| 6    | Keegan Messing      | Canada     | 253.06 | 6               | 85.03           | 6               | 168.03          |
| 7    | Andrei Mozalev      | Russie     | 248.54 | 9               | 68.77           | 2               | 179.77          |
| 8    | Adam Siao Him Fa    | France     | 243.29 | 7               | 84.47           | 9               | 158.82          |
| 9    | Kevin Aymoz         | France     | 228.08 | 12              | 63.98           | 8               | 164.10          |
| 10   | Artur Danielian     | Russie     | 221.50 | 8               | 76.81           | 11              | 144.69          |
| 11   | Romain Ponsart      | France     | 212.27 | 10              | 66.38           | 10              | 145.89          |
| 12   | Gabriele Frangipani | Italie     | 184.27 | 11              | 66.33           | 12              | 117.94          |

### Dames
| Rang    | Nom                | Pays         | Points | Programme court | Programme court | Programme libre | Programme libre |
| ------- | ------------------ | ------------ | ------ | --------------- | --------------- | --------------- | --------------- |
| 1       | Anna Chtcherbakova | Russie       | 229.69 | 1               | 77.94           | 1               | 151.75          |
| 2       | Aliona Kostornaïa  | Russie       | 221.85 | 2               | 76.44           | 2               | 145.41          |
| 3       | Wakaba Higuchi     | Japon        | 204.91 | 6               | 63.87           | 3               | 141.04          |
| 4       | Kseniia Sinitsyna  | Russie       | 198.76 | 3               | 69.89           | 6               | 128.87          |
| 5       | Karen Chen         | États-Unis   | 194.00 | 5               | 64.67           | 5               | 129.33          |
| 6       | Mariah Bell        | États-Unis   | 190.79 | 10              | 60.81           | 4               | 129.98          |
| 7       | Ekaterina Ryabova  | Azerbaïdjan  | 186.65 | 7               | 63.34           | 8               | 123.31          |
| 8       | Park Yeon-jeong    | Corée du Sud | 186.11 | 4               | 67.00           | 9               | 119.11          |
| 9       | Yuhana Yokoi       | Japon        | 176.93 | 11              | 52.32           | 7               | 124.61          |
| 10      | Lee Hae-in         | Corée du Sud | 171.32 | 8               | 63.18           | 10              | 108.14          |
| 11      | Léa Serna          | France       | 170.33 | 9               | 62.75           | 11              | 107.58          |
| Forfait | Starr Andrews      | États-Unis   |        | NC              | NC              | NC              | NC              |

### Couples
| Rang | Nom                                     | Pays       | Points | Programme court | Programme court | Programme libre | Programme libre |
| ---- | --------------------------------------- | ---------- | ------ | --------------- | --------------- | --------------- | --------------- |
| 1    | Aleksandra Boikova / Dmitrii Kozlovskii | Russie     | 216.96 | 1               | 77.17           | 1               | 139.79          |
| 2    | Iuliia Artemeva / Mikhail Nazarychev    | Russie     | 205.15 | 2               | 73.02           | 2               | 132.13          |
| 3    | Alexa Scimeca Knierim / Brandon Frazier | États-Unis | 201.69 | 4               | 70.15           | 3               | 131.54          |
| 4    | Vanessa James / Eric Radford            | Canada     | 196.34 | 3               | 71.84           | 4               | 124.50          |
| 5    | Rebecca Ghilardi / Filippo Ambrosini    | Italie     | 176.19 | 5               | 64.60           | 5               | 111.59          |
| 6    | Ioulia Chtchetinina / Márk Magyar       | Hongrie    | 152.76 | 7               | 52.26           | 6               | 100.50          |
| 7    | Camille Mendoza / Pavel Kovalev         | France     | 151.98 | 6               | 55.25           | 8               | 96.73           |
| 8    | Coline Keriven / Noël-Antoine Pierre    | France     | 149.48 | 8               | 51.93           | 7               | 97.55           |

### Danse sur glace
| Rang | Nom                                            | Pays       | Points | Danse rythmique | Danse rythmique | Danse libre | Danse libre |
| ---- | ---------------------------------------------- | ---------- | ------ | --------------- | --------------- | ----------- | ----------- |
| 1    | Gabriella Papadakis / Guillaume Cizeron        | France     | 221.25 | 1               | 89.08           | 1           | 132.17      |
| 2    | Piper Gilles / Paul Poirier                    | Canada     | 203.16 | 2               | 81.35           | 2           | 121.81      |
| 3    | Aleksandra Stepanova / Ivan Bukin              | Russie     | 200.29 | 3               | 79.89           | 3           | 120.40      |
| 4    | Evgeniia Lopareva / Geoffrey Brissaud          | France     | 175.94 | 5               | 69.23           | 4           | 106.71      |
| 5    | Christina Carreira / Anthony Ponomarenko       | États-Unis | 175.91 | 4               | 70.74           | 7           | 105.17      |
| 6    | Annabelle Morozov / Andrei Bagin               | Russie     | 172.32 | 6               | 68.45           | 8           | 103.87      |
| 7    | Juulia Turkkila / Matthias Versluis            | Finlande   | 171.02 | 7               | 64.62           | 5           | 106.40      |
| 8    | Allison Reed / Saulius Ambrulevičius           | Lituanie   | 169.83 | 8               | 64.43           | 6           | 105.40      |
| 9    | Loïcia Demougeot / Théo Le Mercier             | France     | 156.61 | 9               | 63.95           | 10          | 92.66       |
| 10   | Jennifer Janse van Rensburg / Benjamin Steffan | Allemagne  | 154.09 | 10              | 57.14           | 9           | 96.95       |

## Source
- Résultats des Internationaux de France 2021 sur le site de l'ISU